# Druidenstein (Morschach)

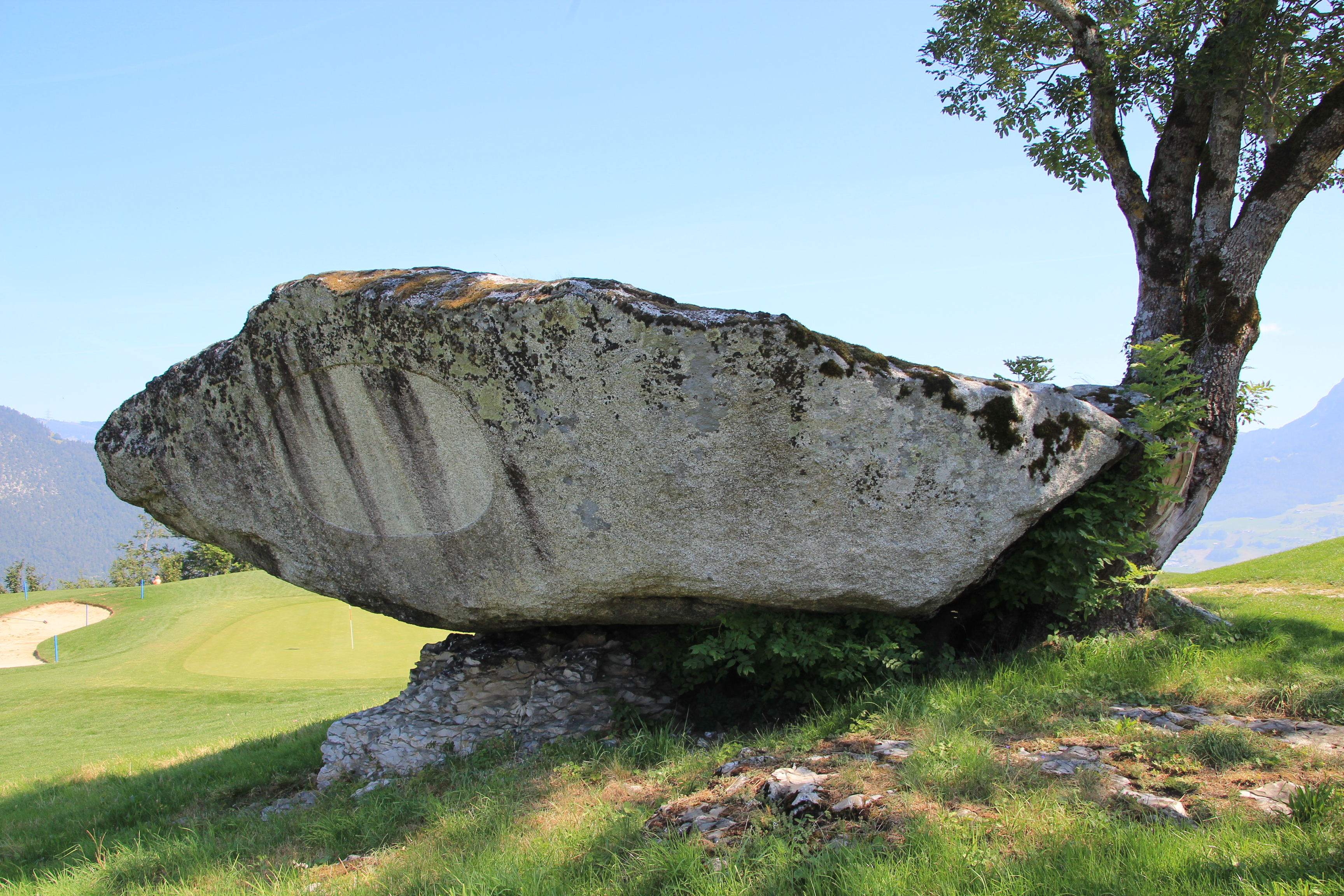
Der Druidenstein, Blick nach Nordosten

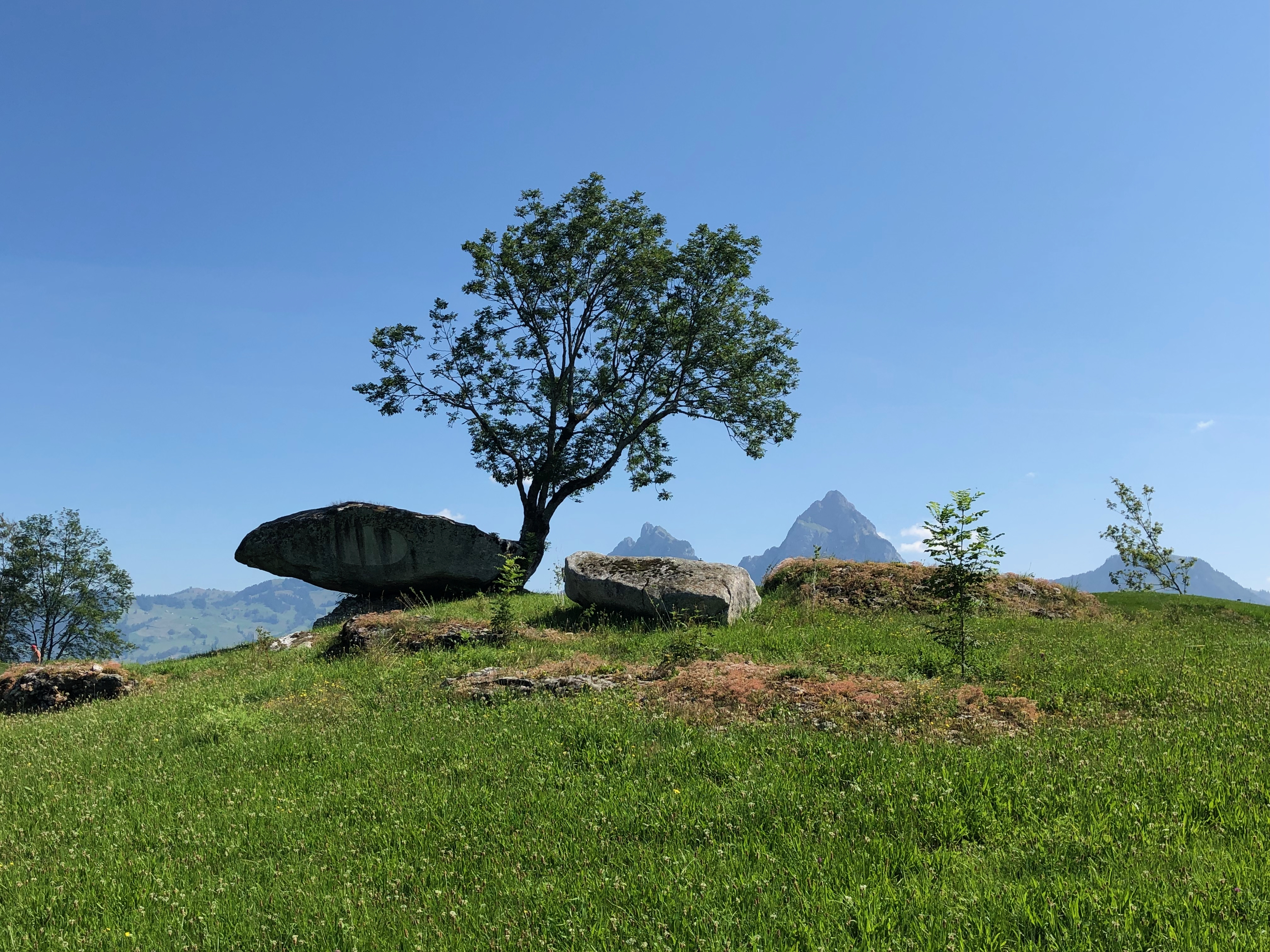
Im Hintergrund die Mythen

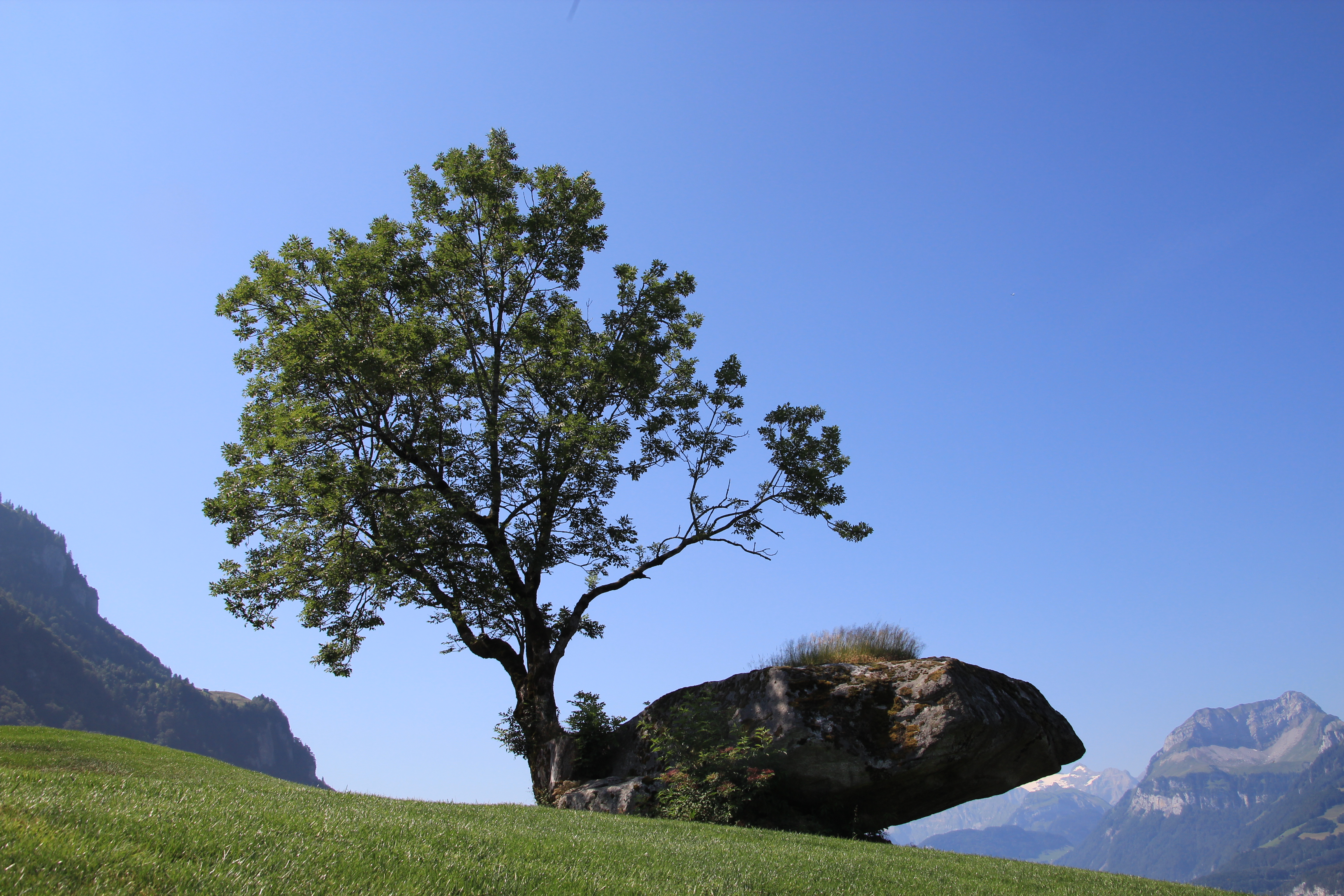
Nach NW

Der Druidenstein ist ein grosser Erratischer Block oberhalb von Morschach im Kanton Schwyz.

## Beschreibung
Der Stein liegt auf einer Höhe von 758 m ü. M. nordöstlich oberhalb des Dorfes auf einer Geländekuppe der Grossegg. Der Stein mit den Ausmassen von 7,5 × 6 Metern an seiner Oberfläche und einem Volumen von rund 56 Kubikmetern ruht nahezu waagrecht auf einem kleineren Kalkblock. Auf seiner Oberfläche ist er zum Teil mit Gras und Moos bewachsen. Die Vertiefungen sind natürlichen Ursprungs. An seinem Rand wächst eine Esche, am gegenüberliegenden Ende beträgt der Abstand zum Boden knapp drei Meter.
Der Druidenstein ist umgeben von weiteren kleineren Findlingen und vom Rasen des Golf Clubs Axenstein, dessen Restaurant kaum hundert Meter vom Stein entfernt liegt. Von der Bushaltestelle «Schwyzerhaus» ist er über einen markierten Wanderweg in etwa einer Viertelstunde gut erreichbar.

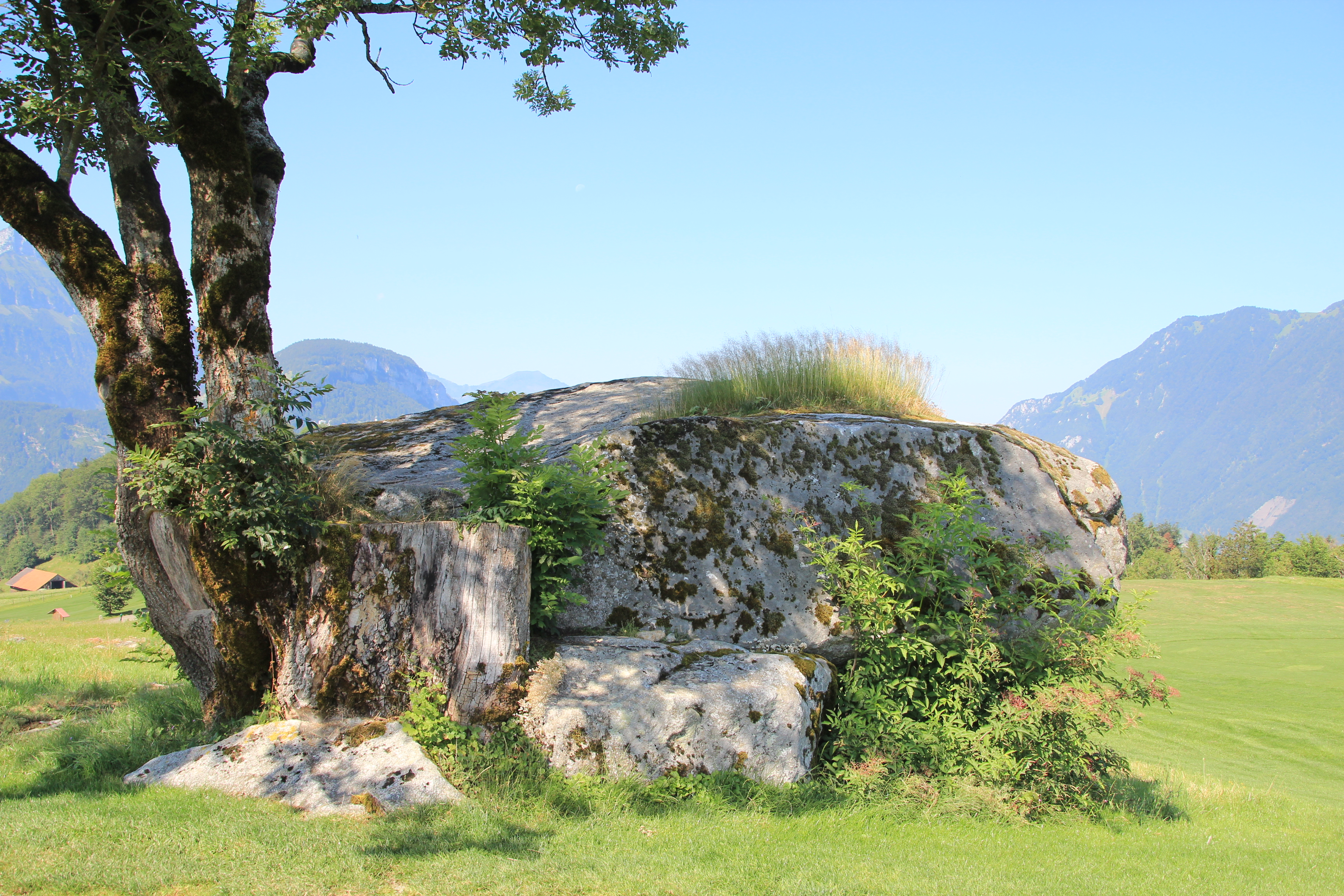
Blick von Südosten
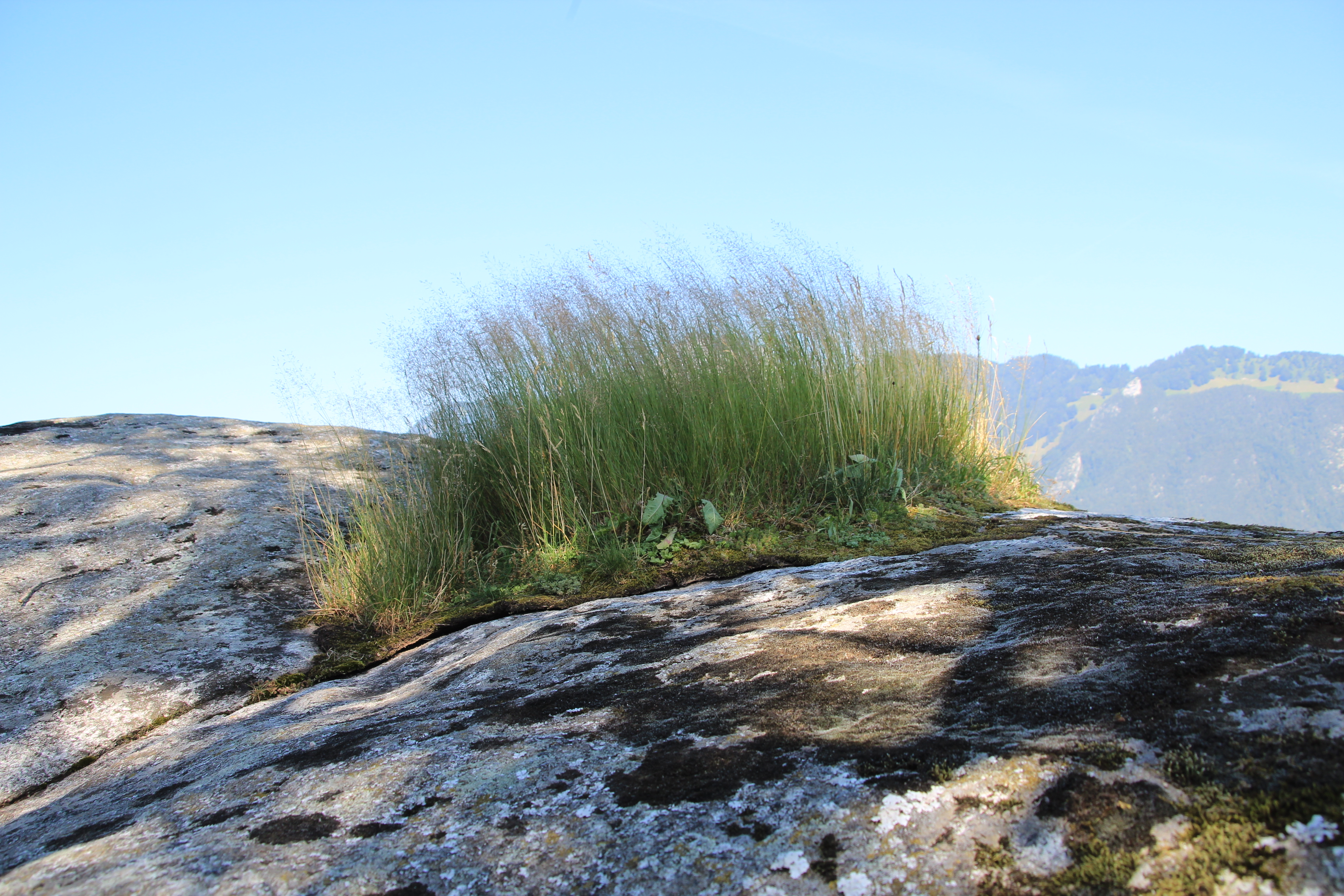
Oberfläche
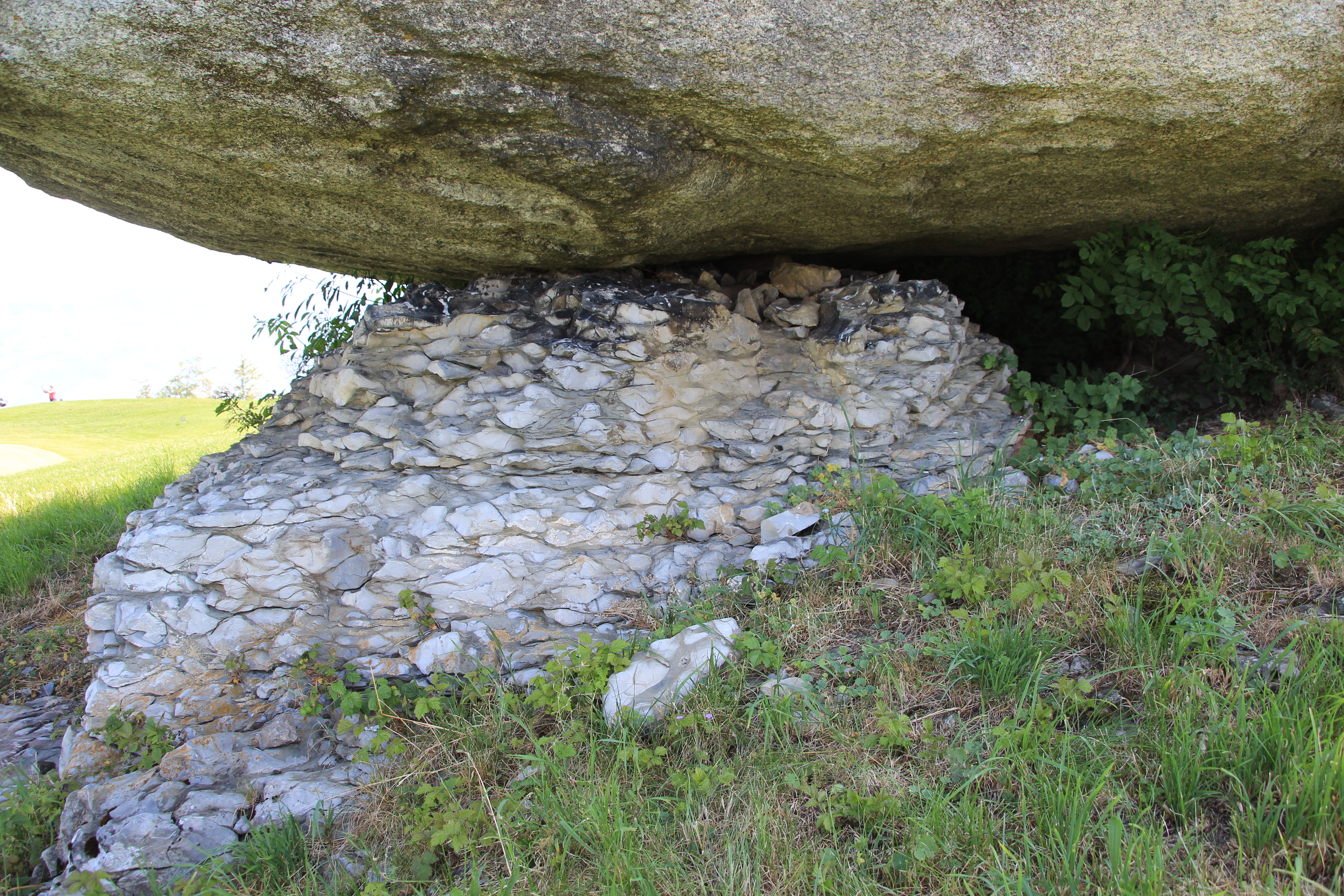
Auflage auf dem Kalkblock
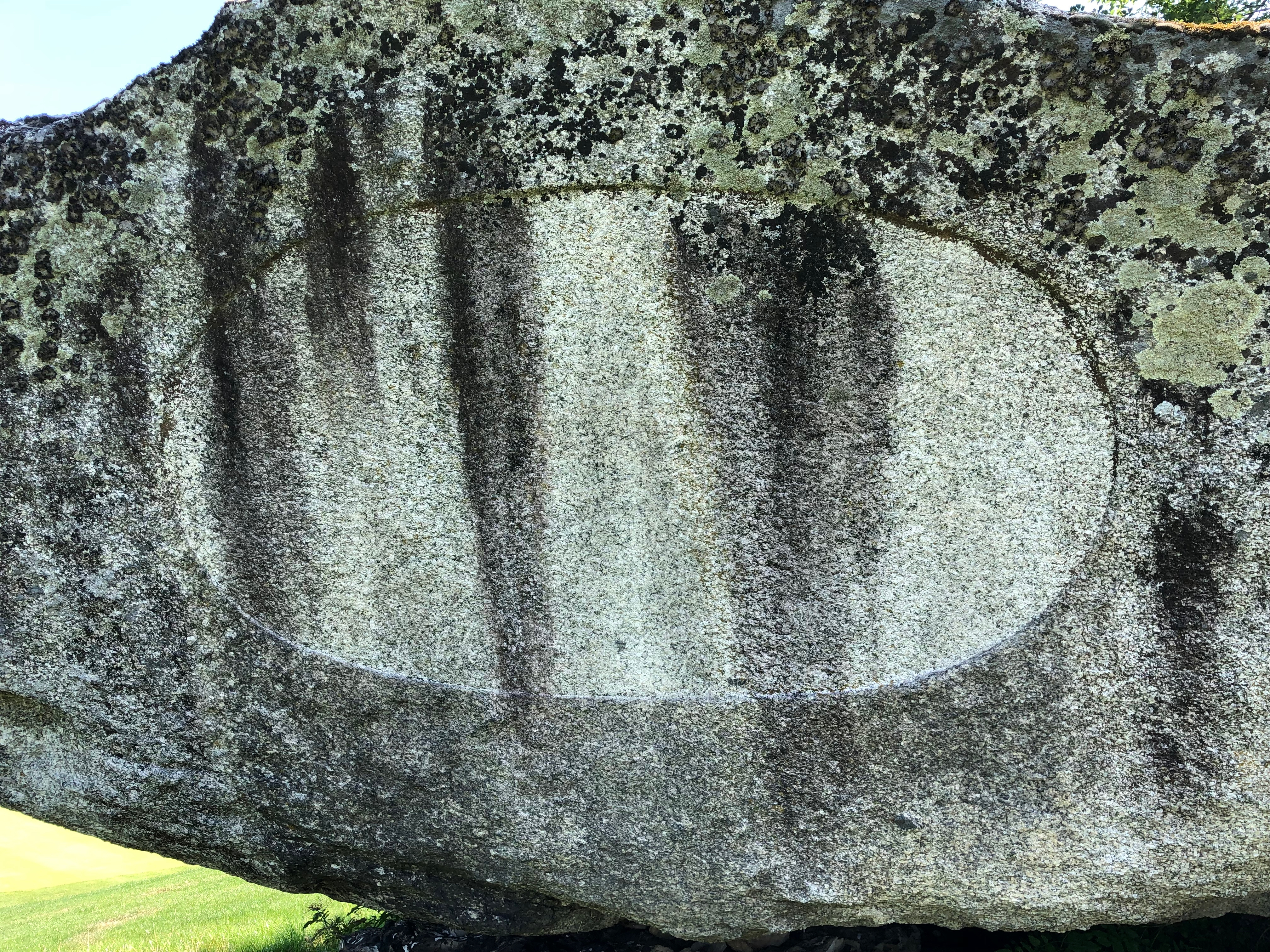
Vertiefung für die Inschrift

## Geschichte

Aufnahme um 1935

Bei seinem Rückzug in die Alpen nach der letzten Eiszeit vor 10'000 Jahren hinterliess der vom Gotthardpass her kommende Reussgletscher auf dem Gebiet von Morschach mehrere Findlinge. Der markanteste von ihnen ist der Druidenstein.
Dass das aus drei Felsblöcken gebildete Tor ein Opferaltar von keltischen Druiden oder ein Portal-Dolmen gewesen sein könnte, ist wohl eher fantasievollen romantischen Vorstellungen zuzuschreiben als historischen Tatsachen; in jener Gegend sind keine keltische Siedlungen nachgewiesen.
Ambros Eberle, der Besitzer des 1869 erbauten Grandhotels Axenstein, liess für die Hotelgäste einen Weg zum Druidenstein anlegen. In einer angefertigten ovalen Vertiefung von zwei Metern Breite und einem Meter Höhe liess er eine Inschrift aufmalen, die heute allerdings nicht mehr lesbar ist. «Der Stein ist alt! / Der durch Naturgewalt / Oder Menschenkraft / Als Opfertisch hierher geschafft / Oder als Thron / Bei der grossen Liquidation / Aus Olympias Höh’n / Angestürmt von Merkur Föhn / Er ist ein Thron und ein Altar / Wie keiner ist und keiner war.»
Der Schwyzer Schriftsteller Meinrad Inglin, der Urgrossvater des Hoteliers Ambros Eberle, beschrieb in seinem Roman Werner Amberg die Findlinge von Morschach: «Granitblöcke gab es hier, wo sie im Grunde nicht hingehören, seit Jahrtausenden, sie waren auf einem mächtigen Gletscher vom höheren südlichen Urgebirge hieher gewandert und als fremde Findlinge bis hinab zum See auf den Kalkfelsen dieses Bergfusses liegengeblieben.»